# سیارک ۲۱۵۸۶
سیارک ۲۱۵۸۶ (به انگلیسی: 21586 Pourkaviani، نامگذاری:1998SU129) بیست و یک هزار و پانصد و هشتاد و ششمین سیارک کشف شده‌است که در ۲۶ سپتامبر ۱۹۹۸ کشف شد.
قدر مطلق سیارک برابر ۴۲.۶ است.